# Kengo Kuma
Kengo Kuma (隈 研吾?, Kuma Kengo; Yokohama, 8 agosto 1954) è un architetto giapponese.

## Biografia
Kuma nasce a Yokohama, prefettura di Kanagawa, nel 1954, si è laureato all'università di Tokyo nel 1979. Nel 1987, dopo essere stato Visiting Scholar presso la Columbia University di New York, fonda lo "Spatial Design studio" (ora "Kengo Kuma & Associates").

Oggi Kuma è professore presso la facoltà di Architettura presso l'University of Tokyo.

### Progetti
- 1989 - 1991 M2 building
- 1994 - Yusuhara Visitor's Center, Kochi
- 1994 - Osservatorio Kiro-san, Ehime
- 1995 - Villa Water/Glass, Shizuoka
- 1996 - Noh Stage in the Forest, Miyagi
- 1996 - Glass/Shadow, Gunma
- 1996 - River/Filter, Fukushima
- 1998 - Awaji Service Area, Hyogo
- 1998 - Memorial Park, Gunma
- 1999 - Valley/Slats, Hyogo
- 1999 - Wood/Slats, Kanagawa
- 1999 - Bamboo House, Kanagawa
- 1999 - Museo Kitakami Canal, Miyagi
- 1999 - Museo della pietra, Nasu, Tochigi
- 2000 - 2001 Bamboo House Giappone, Nishinomiya
- 2000 - villa Water/Slats Undecided, Kanagawa
- 2000 - Museo Hiroshige, Tochigi
- 2001 - Tokyo Suntory Building, Tokyo
- 2002 - Great (Bamboo) Wall House, Beijing
- 2002 - Plastic House
- 2003 - LVMH Group Japan headquarters
- 2005 - Kodan apartments
- 2006 - Ginzan Onsen Fujiya, Yamagata
- 2007 - Water Block House
- 2016 - inverted house con scuola di architettura e design di Oslo, Raphael Zuber, Neven Fuchs e Laura Cristea
- 2019 - Stadio nazionale del Giappone, Tokyo
- 2021 - Residenza universitaria Grand Morillon, Ginevra[2]